# Up to Our Hips
Up to Our Hips é o terceiro álbum de estúdio da banda britânica The Charlatans, lançado em 21 de março de 1994.

## Faixas
1. "Come in Number 21" – 4:21
2. "I Never Want an Easy Life If Me and He Were Ever to Get There" – 4:07
3. "Can't Get Out of Bed" – 3:09
4. "Feel Flows" – 6:17
5. "Autograph" – 4:31
6. "Jesus Hairdo" – 3:11
7. "Up to Our Hips" – 4:31
8. "Patrol" – 6:03
9. "Another Rider Up in Flames" – 3:20
10. "Inside-Looking Out" – 5:04

## Singles
- "Can't Get Out of Bed" (24 de janeiro de 1994)
- "I Never Want an Easy Life If Me and He Were Ever to Get There" (7 de março de 1994)
- "Jesus Hairdo" (20 de junho de 1994)

## Posição nas paradas musicais e certificações
| Parada (1994)                      | Melhor posição |
| ---------------------------------- | -------------- |
| Austrália (ARIA)                   | 151            |
| Escócia (Official Scottish Albums) | 10             |
| Reino Unido (UK Albums Chart)      | 8              |

| Região                                              | Certificação | Vendas  |
| --------------------------------------------------- | ------------ | ------- |
| Reino Unido (BPI)                                   | Prata        | 60,000^ |
| ^números de vendas baseados somente na certificação |              |         |